# Tanner Putt
Tanner Putt (Park City, 21 d'abril de 1992) és un ciclista estatunidenc professional des del 2012 i actualment a l'equip UnitedHealthcare.

## Palmarès
- 2012
  - Vencedor d'una etapa a la Volta a la Independència Nacional
- 2013
  -  Campió dels Estats Units en ruta sub-23
- 2014
  -  Campió dels Estats Units en ruta sub-23
- 2016
  - Vencedor d'una etapa al Tour d'Alberta